# ألفريدو هرنانديز (مجدف)
ألفريدو هرنانديز هو مجدف كوبي، ولد في 24 ديسمبر 1941.

## وصلات خارجية
- ألفريدو هرنانديز على موقع الاتحاد الدولي للتجديف (الإنجليزية)
- ألفريدو هرنانديز على موقع اللجنة الأولمبية الدولية (الإنجليزية)
- ألفريدو هرنانديز على موقع أوليمبيديا (الإنجليزية)